# Гуркі (гміна Старий Дзежгонь)
Гуркі (пол. Górki) — село в Польщі, у гміні Старий Дзежгонь Штумського повіту Поморського воєводства.
Населення — 82 особи (2011).
У 1975-1998 роках село належало до Ельблонзького воєводства.

## Демографія
Демографічна структура станом на 31 березня 2011 року:
|          | Загалом | Допрацездатний вік | Працездатний вік | Постпрацездатний вік |
| -------- | ------- | ------------------ | ---------------- | -------------------- |
| Чоловіки | 41      | 10                 | 28               | 3                    |
| Жінки    | 41      | 5                  | 29               | 7                    |
| Разом    | 82      | 15                 | 57               | 10                   |